# Catégorie des relations
En mathématiques, plus précisément en théorie des catégories, la catégorie des relations, notée Rel, est la catégorie dont les objets sont les ensembles et dont les morphismes sont les relations binaires entre ces ensembles.
La composition de deux relations R ⊆ A × B et S ⊆ B × C est donné par
(a, c) ∈ S o R ⇔ ∃ b ∈ B, (a, b) ∈ R et (b, c) ∈ S.

## Propriétés générales
Rel est isomorphe à Relop, en effet, on peut associer uniquement à toute relation sa relation réciproque.

## Produit cartésien
Rel est une catégorie cartésienne:
- l'objet terminal est l'ensemble vide ;
- le produit cartésien pour une famille {\displaystyle (E_{i})_{i\in I}} est donné par:

{\displaystyle \Pi _{i\in I}E_{i}=\cup _{i\in I}(\{i\}\times E_{i})}
où les projections sont données par :
{\displaystyle {\begin{aligned}&\pi _{i}\ :\ \Pi _{i\in I}E_{i}\to E_{i},\\&\pi _{i}=\{((i,e),e)\ |\ e\in E_{i}\}.\end{aligned}}}